# Lil'B
Lil'B es una cantante de pop japonesa. Formado inicialmente como un dúo por la cantante MIE (Chiba) y la rapera AILA (Hiroshima), debutaron en 2008 con "Orange", el decimoquinto tema de cierre del anime Bleach. Son conocidas por su canción "Kimi ni Utatta Love Song", que encabezó la lista de tonos de llamada mensuales de RIAJ en 2008. También fueron conocidas por su sencillo "Tsunaida Te", que fue el tercer tema de cierre del anime Fullmetal Alchemist: Brotherhood.
En junio de 2011 el grupo se separó ya que AILA se fue a estudiar a Nueva York, Estados Unidos. Luego de su desvinculación, MIE comenzó su carrera como solista bajo el mismo nombre de Lil'B, y pasó a formar parte del sello King Records en 2013.
El nombre artístico del grupo proviene de la contracción de la palabra «Little» —pequeño, en español— y la primera letra de la palabra «Betray» —traición, en español—.

## Discografía

### Álbumes
| Año  | Información del álbum | Oricon Álbumes Puesto | Ventas  |
| ---- | --- | --------------------- | ------- |
| 2009 | Ima, Kimi e... (今、キミへ… Now, to You...?) - Lanzamiento: 11 de febrero de 2009 - Sello: DefStar Records (DFCL-1553) - Formatos: CD, descarga digital - Oro certificado por la RIAJ | 2                     | 115 000 |
| 2009 | Uno - Lanzamiento: 9 de diciembre de 2009 - Sello: DefStar Records (DFCL-1614) - Formatos: CD, descarga digital                                                                       | 5                     | 48 000  |

### Sencillos
| Lanzamiento | Título                                                                             | Posiciones                  | Posiciones              | Posiciones            | Oricon Ventas | Certificaciones digitales                                 | Álbum          |
| Lanzamiento | Título                                                                             | Listas de singles de Oricon | Billboard Japón Hot 100 | Pistas digitales RIAJ | Oricon Ventas | Certificaciones digitales                                 | Álbum          |
| ----------- | ---------------------------------------------------------------------------------- | --------------------------- | ----------------------- | --------------------- | ------------- | --------------------------------------------------------- | -------------- |
| 2008        | "Orange" (オレンジ Orenji?)                                                        | 28                          | 23                      | 54*                   | 7500          | Chaku-uta Full Gold                                       | Ima, Kimi e... |
| 2008        | "Kimi ni Utatta Love Song" (キミに歌ったラブソング A Love Song Sung for You?)      | 8                           | 5                       | 1*                    | 27 000        | Chaku-uta Triple Platino Chaku-uta completo doble platino | Ima, Kimi e... |
| 2008        | "Negaigoto Hitotsu Kimi e/Jet Girl" (願いごと一つキミへ/JET★GIRL One Wish to You?) | 33                          | 26                      | 4*                    | 6800          | Chaku-uta Full Gold                                       | Ima, Kimi e... |
| 2009        | "Kimi ga Suki de" (キミが好きで I Like You?)                                       | 20                          | 15                      | 2*                    | 10 000        | Chaku-uta Doble Platino Chaku-uta platino completo        | Ima, Kimi e... |
| 2009        | "Jikan o Tomete..." (時間を止めて… Stop Time...?)                                  | 18                          | 18                      | 3                     | 12 600        | Chaku-uta Full Gold                                       | Uno            |
| 2009        | "Tsunaida Te" (つないだ手 Held Hands?)                                             | 16                          | 7                       | 2                     | 17 000        | Chaku-uta Full Gold                                       | Uno            |
| 2010        | "Memory"                                                                           | 36                          | 18                      | 7                     | 4000          |                                                           | Por confirmar  |
| 2010        | "Hitomi Tojite mo" (瞳閉じても Even If I Close My Eyes?)                           | por confirmar               | por confirmar           | por confirmar         | Por confirmar |                                                           | Por confirmar  |